# Allagelena monticola
Allagelena monticola là một loài nhện trong họ Agelenidae.
Loài này thuộc chi Allagelena. Allagelena monticola được miêu tả năm 2007 bởi Chami-Kranon, Likhitrakarn & Pakawin Dankittipakul.